# Sandusky, Michigan
Sandusky este o localitate, municipalitate și sediul comitatului Sanilac, statul Michigan, Statele Unite ale Americii.
1. ↑  2010 U.S. Gazetteer Files, accesat în 9 iulie 2020